# Stazione di Acquafredda
Stazione di Acquafredda vasútállomás Olaszországban, Acquafredda településen.

## Vasútvonalak
Az állomást az alábbi vasútvonalak érintik:
- Battipaglia–Reggio di Calabria-vasútvonal

## Kapcsolódó állomások
A vasútállomáshoz az alábbi állomások vannak a legközelebb:
- Stazione di Maratea
- Stazione di Sapri